# デビッド・A・R・ホワイト
デビッド・アンドリュー・ロイ・ホワイト（David Andrew Roy White, 1970年5月12日 - ）はアメリカ合衆国ニューヨーク州出身の俳優・映画監督である。